# Ernst Näf
Ernst Näf (* 2. Mai 1920 in Stäfa) ist ein ehemaliger Schweizer Radrennfahrer.
Ernst Näf war einer der erfolgreichsten Schweizer Radsportler während und kurz nach dem Zweiten Weltkrieg. 1943 wurde er Schweizer Vize-Meister im Strassenrennen. 1944 wurde er Meister im Strassenrennen, in der Einerverfolgung auf der Bahn und gewann die Meisterschaft von Zürich und die Vier-Kantone-Rundfahrt. Den Erfolg in der Einerverfolgung konnte er 1945 wiederholen. 1946 gewann er das Eintagesrennen Zürich–Lausanne. 1947 trat er vom Radsport zurück.